# Bond girl
Bond girl é a denominação dada às personagens do mundo fictício do agente secreto britânico  James Bond que tem relação romântica ou sexual com o agente 007, e que com o sucesso da série cinematográfica acabou também denominando as atrizes que as vivem nas telas. Geralmente são heroínas indefesas resgatadas pelo herói, capangas dos vilões ou agentes secretas aliadas. São consideradas símbolos onipresentes do glamour e da sofisticação.
As bond girls se caracterizam pela beleza, por um corpo perfeito e por seus personagens terem nomes estranhos ou divertidos, muitas vezes de duplo sentido, como Christmas Jones, Pussy Galore, Holly Goodhead ou Mary Goodnight. Algumas delas são apenas bonitos enfeites nas histórias, sem maior envolvimento com a missão de Bond e outras tem importância fundamental no sucesso destas missões.
Outros personagens femininos constantes, como a M de Judi Dench e Miss Moneypenny, a secretária do MI-6 representada por diversas atrizes através das décadas,  não são vistos como biotipos característicos de bond girls, com a possível exceção das Moneypenny das versões de Skyfall de 2012 e de Casino Royale de 1967, quando foram representadas por atrizes que atendem ao requisito físico básico de uma bond girl, no caso, Naomie Harris e Barbara Bouchet.

## Inspiração
A inspiração para todas as bond girls criadas por Ian Fleming foi provavelmente Muriel Wright, quem, para ele

"tem a pretensão de ser o exemplo da espécie: dócil e pouco exigente, bonita mas inocente, vivendo ao ar livre, fisicamente forte, implicitamente vulnerável sem reclamar e, em seguida, tragicamente morta, antes ou pouco depois de seu casamento." 
Wright tinha 26 anos e era "excepcionalmente bela" quando ela e Fleming se conheceram em 1935. Uma piloto, esquiadora e jogadora de polo talentosa, era também modelo e independente financeiramente. Era servilmente devotada a Fleming, apesar das infidelidades constantes do escritor, até morrer durante um ataque aéreo em 1944, na Segunda Guerra Mundial, devastando Fleming, que dizia ser Wright "muito boa para ser verdade".

## Literatura
Quase todos os livros e pequenos contos de Ian Fleming sobre James Bond incluem uma personagem feminina que pode ser caracterizada como uma bond girl, a maioria delas adaptada para o cinema. Apesar de terem algumas características individuais únicas, ao menos na literatura, elas também tem muitas características em comum. Uma delas é a idade:  uma bond girl típica está na casa de seus vinte anos, cerca de dez anos mais nova que o Bond da ficção, que parece estar permanentemente na casa dos trinta anos. Alguns exemplos são Solitaire (25), Tatiana Romanova (24), Vivienne Michel (23)  e Kissy Suzuki (23). Uma das mais novas é provavelmente Gala Brand, que não dorme com 007 no livro Moonraker nem foi levada ao cinema, substituída na adaptação cinematográfica pela Dra. Holly Goodhead; seu nome é o mesmo do cruzador em que seu pai servia na Marinha quando ela nasceu. A mais nova parceira sexual do agente, de 18 anos, é Mariko Ichiban, personagem do livro You Only Live Twice, que não existe na adaptação cinematográfica. A mais velha parece ser Pussy Galore, que Bond imagina estar em seus trinta e poucos anos no livro e nos cinemas foi vivida pela britânica Honor Blackman, então com 39 anos quando estrelou 007 contra Goldfinger. (Nas telas, a Pussy Galore de Blackman reinou por meio século como a mais velha bond girl da série até ser superada pela italiana Monica Bellucci, a Lucia Sciarra de 007 contra SPECTRE (2015), que com 50 anos durante as filmagens é a mais velha bond girl de todos os tempos).
As bond girls obedecem a um padrão razoavelmente bem definido de beleza; tem uma aparência física esplêndida e tendem a se vestir de maneira um pouco masculinizada, usando poucas joias, cinto largos de couro e sapatos altos de couro de bico-quadrado, com poucas variações – algumas já chegaram a aparecer em vestido de noite ou apenas de biquíni, soutien e calcinha ou mesmo nuas; quase todas são brancas caucasianas e geralmente usam pouca ou nenhuma maquiagem e sempre com as unhas curtas. Seus cabelos podem ter qualquer cor, do loiro (Mary Goodnight), passando pelo ruivo (Gala Brand) até o negro (Vesper Lynd). Muitas delas tem os olhos azuis. (e.g. Vesper Lynd, Gala Brand, Tatiana Romanova, Honeychile Rider, Tracy Bond, Mary Goodnight), Algumas podem ter uma cor exótica, como os olhos cor de violeta-profundo de Pussy Galore, os únicos olhos desta cor que Bond jamais viu.

Gala Brand, bondgirl encontrada apenas na literatura de 007, numa ilustração da capa do livro Moonraker, de 1955.

A primeira descrição de uma bond girl, Vesper Lynd em Casino Royale,  é quase um modelo para a vestimenta típica, bem como o aspecto geral, das bond girls posteriores; ela ostenta quase todas as características mencionadas. Em contrapartida, Dominetta "Domino" Vitali se afasta indiscutivelmente do modelo-padrão, usando sandálias de couro branco, mais bronzeada,  com aparência mais esportiva e com um corte de cabelo cheio tipo Brigitte Bardot. Mas mesmo Domino usa jóias num estilo mais masculino. Sua caracterização fora dos padrões das anteriores talvez venha do fato incomum de sua criação, já que foi criada em livro a partir de um roteiro para cinema feito pelo próprio Ian Fleming, que anos mais tarde seria levado às telas como Thunderball. O livro foi publicado bem antes do filme ser produzido, mas a Domino do livro foi baseada na Domino do roteiro do filme, as duas obras de autoria de Fleming, a segunda em parceria com outros autores.
Uma das características mais conhecidas, além da beleza física, são seus nomes sexualmente sugestivos ou divertidos, o mais famoso deles sendo Pussy Galore (em tradução livre: "Muita Vagina") de Goldfinger. Alguns, com significado menos óbvio nos filmes, são explicados nos livros: Solitaire, de Live and Let Die, chama-se Simone Latrelle, mas é assim conhecida por excluir os homens de sua vida; Tiffany Case, de Diamonds are Forever, recebeu este nome porque seu pai ficou tão furioso por ela não ser um menino, que deu à sua mãe mil dólares, uma jóia da Tiffany's e a abandonou. Mas várias também tem nomes comuns, como Tatiana Romanova, Mary Ann Russell, Judy Havelock e Vivienne Michel.
As bond girls da literatura de Fleming são quase todas sexualmente experientes – apesar de evidências de que Solitaire é virgem – mas muitas destas experiências foram extremamente negativas, violências sexuais sofridas no passado que as fizeram se alienar dos homens, até James Bond aparecer em suas vidas (este tema nunca foi mencionado nos primeiros filmes de 007). Tiffany Case foi violentada por uma gang na adolescência; Honeychile Rider  também foi violentada e surrada por um conhecido bêbado; Pussy Galore foi sexualmente abusada por seu tio aos 12 anos; Kissy Suzuki, numa conversa com Bond, diz que aos 17 anos, quando tentou uma breve carreira em Hollywood, "eles pensavam que por eu ser japonesa eu era algum tipo de animal e que meu corpo pertencia a qualquer um".  A implicação desses casos violentos do passado transformaram essas bond girls em mulheres com aversão a homens até encontrarem Bond, quando a antipatia natural e inicial se transforma e dormem com ele não apenas de boa vontade mas avidamente. O clichê chega ao máximo em Goldfinger ; no livro, Pussy Galore é apresentada como lésbica praticante quando ela encontra 007 pela primeira vez, mas ao fim da aventura ela dorme com o espião. Quando, na cama, ele diz "me disseram que você só gostava de mulheres", ela responde "eu nunca tinha conhecido um Homem antes".
Algumas das bond girls mostram sinais de intenso conflito interior, como Vesper Lynd e Vivienne Michel, outras tem passados traumáticos e muitas uma história sexualmente infeliz (Honeychile Rider, Pussy Galore, Tiffany Case, Vivienne Michel e Kissy Suzuki entre outras) e são essas vulnerabilidades que as atraem até Bond, fora o fato do agente ser irresistível para as mulheres.

### Figura real
Lisa Dergan, Playmate de julho de 1998 da revista norte-americana Playboy, é a única pessoal real a ter a distinção de já ter sido retratada em livros como uma bond girl. Isto acontece no conto Midsummer Night's Doom, uma aventura de Bond escrita por Raymond Benson, escritor oficial de 007 após a morte de Fleming, em 1999. Na história, onde James Bond visita a Mansão Playboy, ele tem um relacionamento com a própria Dergan.

## Televisão

Linda Christian como "Valerie Mathis" na versão para tv de Casino Royale (1954).

A primeira vez que uma bond girl teve sua imagem levada à tela foi em 1954, um ano após a publicação do primeiro livro da série. A rede de televisão americana CBS comprou de Fleming os direitos de Casino Royale para adaptar a novela para um episódio de Climax!, um seriado de suspense e mistério da emissora. Com a duração de 40 minutos e em preto e branco, o episódio, entretanto, apesar de em linhas gerais e resumidas seguir o enredo do livro, traz a atriz Linda Christian como "Valerie Mathis", uma espiã do Deuxième Bureau francês, que também se envolve e trai Bond, no filme muitas vezes chamado de "Jimmy Bond" e apresentado como um agente norte-americano da "Inteligência Combinada' e não como um agente inglês do MI-6.
No episódio, Bond é interpretado pelo ator Barry Nelson, e Christian, apesar de não ter o nome Vesper Lynd – o nome da heroína original do livro – mas viver uma personagem com características similares às dela, tornou-se a primeira de todas as bond girls da tela. "Valerie Mathis", porém, não existe em qualquer livro de Ian Fleming nem foi levada ao cinema na pele de qualquer outra personagem criada pelos roteiristas da era pós-Fleming.

## Cinema
Desde a pioneira no cinema - e bond girl clássica e  quintessencial  - Ursula Andress (Honey Ryder) de 007 Contra o Satânico Dr. No em 1962 até a francesa Léa Seydoux (Madeleine Swann) de 007 contra SPECTRE em 2015, mais de sessenta atrizes, em papéis maiores ou menores,  de países tão diversos quanto Estados Unidos, Jamaica, Itália, Malásia, Nicarágua, Japão ou Grã-Bretanha já se deixaram seduzir por um dos seis diferentes Bonds.

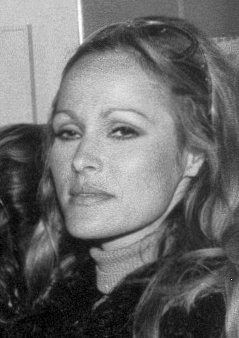
Ursula Andress, a pioneira das bond girls no cinema.

Entre elas, atrizes já anteriormente com carreiras de sucesso como Diana Rigg de 007 A Serviço Secreto de Sua Majestade ou Halle Berry de 007 Um Novo Dia Para Morrer ou ilustres desconhecidas que se tornaram celebridades e símbolos sexuais a partir do papel, como a própria Ursula Andress, Kim Basinger e Jane Seymour.
Algumas atrizes tiveram a oportunidade de viver uma bond girl em mais de um filme de 007. Entre outras que interpretaram papéis menores, Ursula Andress, a primeira de todas, foi Honey Ryder em Dr. No e Vesper Lynd cinco anos mais tarde no filme não-oficial 007 contra o Cassino Royale. A sueca Maud Adams viveu Andrea Anders em 007 contra o Homem da Pistola de Ouro e voltaria nove anos depois no papel-título de Octopussy. A britânica Eunice Gayson foi a única a ter mais de uma participação vivendo a mesma personagem, Sylvia Trench, nos dois primeiros filmes de James Bond.
Nas últimas décadas, veículos de imprensa tentam fazer um lista de quais seriam as Top 10 das bond girls da franquia e apesar de algumas diferenças, especialmente devido ao tipo e nacionalidade do veículo, Barbara Bach (Anya Amasova), Honor Blackman (Pussy Galore), Diana Rigg (Teresa Di Vicenzo), Eva Green (Vesper Lynd) e Ursula Andress (Honey Ryder), esta geralmente sempre no primeiro lugar, costumam aparecer em todas elas.
Em toda a história de Bond e suas bond girls nas telas, ele apaixonou-se apenas duas vezes: a primeira vez por Teresa Di Vicenzo (Rigg), de 007 - A Serviço Secreto de Sua Majestade (1969), com quem chega a se casar – e ela passa a ser conhecida como Tracy Bond – apenas para vê-la ser assassinada na saída para a lua-de-mel por Irma Bunt e Ernst Stavro Blofeld, este a sua nêmesis nos livros e na franquia cinematográfica; e a segunda por Vesper Lynd (Green) em Cassino Royale (2006), que também morre após ser descoberta como agente dupla por Bond, perseguida e chantageada pela organização criminosa Quantum.
Com exceção destas duas bond girls condenadas, nunca é explicado por que o interesse amoroso de Bond num filme desaparece no outro, indo direto para a seguinte, e elas nunca são mencionadas num filme posterior. Isto é diferente nos livros, por exemplo, quando às vezes amores de uma aventura são mencionadas em outra, encadeando eventos e dando uma perspectiva de tempo. Tiffany Case e Honeychile Rider, por exemplo, são mencionadas em livros posteriores aos seus que estão casadas com outros homens e em Dr. No Bond faz comentários lembrando-se de Solitaire. (No cinema, Dr. No foi o primeiro filme da série, de 1962 e Live and Let Die, de 1973, o oitavo, mas na literatura o segundo foi escrito quatro anos antes do primeiro).

### Efeito na carreira
O papel de bond girl no cinema é o típico trabalho que pode dar grande impulso a atrizes ainda pouco conhecidas ou virtualmente desconhecidas, apesar de algumas delas já serem conhecidas e estarem estabelecidas quando fizeram a personagem. Alguns exemplos disso são as britânicas Diana Rigg e Honor Blackman, estrelas na televisão de seu país no seriado de sucesso The Avengers, mas mesmo assim, por causa dos papéis que tiveram, alcançando uma fama mundial que ainda não tinham fora do mundo anglo-saxão; outro exemplo é Halle Berry, que viveu Jinx em Die Another Day (2002) ao mesmo tempo em que ganhava um Oscar de melhor atriz da Academia de Hollywood, a única bond girl até hoje com esse prêmio. Teri Hatcher, Paris Carver em 007 O Amanhã Nunca Morre (1997), já era mundialmente famosa por seu papel como Lois Lane no seriado de tv Lois e Clark: As novas aventuras do Superman, mas o sucesso no filme a levou a fama ainda maior na década seguinte no seriado Desperate Housewives e a ser uma das atrizes mais bem pagas do mundo.

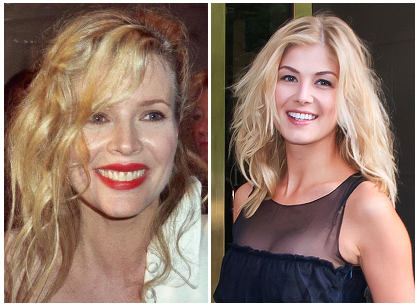
Kim Basinger e Rosamund Pike, duas então desconhecidas que fizeram uma carreira de sucesso no cinema após serem bond girls.

Para outras, ainda desconhecidas quando foram bond girls, o papel foi uma grande abertura de portas, como para Kim Basinger, virtualmente ninguém em Hollywood quando foi Domino Petachi ao lado de Sean Connery na versão dos anos 1980 de Thunderball  em 007 Nunca Mais Outra Vez (um filme não-oficial); depois do papel Basinger estrelaria filmes como Nove e Meia Semanas de Amor, o primeiro Batman da série cinematográfica e ganharia um Oscar de melhor atriz coadjuvante em 1997 com Los Angeles - Cidade Proibida. Outra que após surgir para as plateias internacionais num filme de 007 alcançou a fama na carreira foi Rosamund Pike, que viria a estrelar no filme britânico Orgulho e Preconceito de 2005, e mais recentemente em Garota Exemplar. E obviamente a pioneira Ursula Andress, que apenas uma modelo antes de Dr. No, se tornou um dos grandes símbolos sexuais do cinema mundial nos anos 1960 e 70, ao lado de atrizes como Raquel Welch e Jane Fonda.
Durante certo tempo porém, ser uma bond girl era visto como uma "maldição", capaz de afundar uma carreira estabelecida ou impedir uma atriz iniciante de conseguir trabalhos mais sólidos no cinema. Esse foi o caso da italiana Luciana Paluzzi, a Fiona Volpe de 007 contra a Chantagem Atômica (1965) o mais bem sucedido comercialmente de toda a série até Skyfall, que reclamava que após ter feito o filme nunca mais seus amigos cineastas italianos de prestígio a tinham convidado para qualquer trabalho, por não ser mais levada a sério como atriz. O mesmo aconteceu com a norte-americana Lois Chiles, a Dra. Holly Goodhead de 007 contra o Foguete da Morte (1979), que após o filme nunca mais conseguiu um papel de destaque, em parte por causa dos três anos em que abandonou o cinema para cuidar do irmão mais novo portador do  linfoma não Hodgkin. Outras que sofreram do problema, sem mais qualquer filme importante após serem bond girls foram Jill St. John (Tiffany Case), Shirley Eaton (Jill Masterson), Tanya Roberts (Stacey Sutton) e Izabella Scorupco (Natalya Simonova), entre outras.

### Nacionalidades
Atrizes de diversos diversos países já viveram bond girls no cinema. São elas:
- Reino Unido – Eunice Gayson, Zena Marshall, Martine Beswick, Honor Blackman, Shirley Eaton, Tania Mallet, Molly Peters, Joanna Pettet, Diana Rigg, Angela Scoular, Catherine Schell, Jane Seymour, Madeline Smith, Caroline Munro, Valerie Leon, Sue Vanner, Fiona Fullerton, Maryam d'Abo, Serena Scott Thomas, Rosamund Pike, Gemma Arterton, Naomie Harris,  Jacqueline Bisset, Lashana Lynch
- Estados Unidos – Jill St. John, Lana Wood, Gloria Hendry, Barbara Bach, Lois Chiles, Tanya Roberts, Carey Lowell, Talisa Soto, Teri Hatcher, Denise Richards, Halle Berry, Kim Basinger
- França – Claudine Auger, Corinne Cléry, Carole Bouquet, Sophie Marceau, Eva Green, Bérénice Marlohe, Léa Seydoux
- Itália – Daniela Bianchi, Luciana Paluzzi, Maria Grazia Cucinotta, Caterina Murino, Monica Bellucci
- Suécia – Britt Ekland, Maud Adams, Kristina Wayborn, Mary Stävin
- Japão – Mie Hama, Akiko Wakabayashi
- Alemanha – Karin Dor
- Suíça  – Ursula Andress
- Austrália – Cassandra Harris
- Malásia – Michelle Yeoh
- Jamaica – Grace Jones
- Polônia – Izabella Scorupco
- Países Baixos – Famke Janssen
- Ucrânia – Olga Kurylenko
- Tchecoslováquia – Barbara Bouchet
- Israel – Daliah Lavi
- Nicarágua – Barbara Carrera
- China –  Tsai Chin
- Dinamarca – Cecilie Thomsen
- Aruba – Emily Bolton
- Cuba – Ana de Armas

## Documentário
Em 2002 a atriz Maryam d'Abo, bond girl Kara Milovy em The Living Daylights (1987), co-escreveu o livro Bond Girls Are Forever – The Women of James Bond, um tributo às mulheres que viveram essas personagens no cinema. O livro, de luxuoso acabamento, foi transformado no documentário para tv Bond Girls Are Forever, onde dezenas delas – incluindo Ursula Andress, que estampa a capa do livro –  são entrevistadas por D'Abo, além de apresentar diversas cenas de bond girls nos filmes da franquia. Foi depois transformado num DVD de luxo, vendido ou dado como bônus juntamente com os DVDs de  Die Another Day e Casino Royale (2006).

## Bond Girls
As tabelas abaixo trazem as bond girls do mundo de James Bond. A maioria delas do cinema e da TV e as atrizes que as interpretaram, com o estereótipo físico da personagem; algumas delas nem falas tiveram ou foram pouco mais do que figurantes, com uma fala ou cena.  Outras existem apenas nos contos e livros, jamais levadas às telas. Outras apenas em jogos de videogame, às quais atrizes e dubladoras apenas emprestaram suas vozes ou imagens tridimensionais. As atrizes que viveram  bond girls clássicas no cinema, por seus personagens e importância nos enredos, encontram-se na predefinição ao fim da página.

### Cinema
| Filmes oficiais Produzidos pela dupla Albert Broccoli e Harry Saltzman e por seu herdeiros, Barbara Broccoli e Michael G. Wilson, com a EON Productions. | | | |
| 1962 | Dr. No 007 contra o Satânico Dr. No (br) Agente Secreto 007 (pt)                                                   | Honey Ryder Sylvia Trench Miss Taro                                                                   | Ursula Andress Eunice Gayson Zena Marshall                                                             |
| 1963 | From Russia With Love Moscou contra 007 (br) 007 - Ordem Para Matar (pt)                                           | Tatiana Romanova Sylvia Trench Rosa Klebb Zora Vida                                                   | Daniela Bianchi Eunice Gayson Lotte Lenya Martine Beswick Aliza Gur                                    |
| 1964 | Goldfinger 007 contra Goldfinger (br / pt)                                                                         | Pussy Galore Jill Masterson Tilly Masterson Bonita Dink                                               | Honor Blackman Shirley Eaton Tania Mallet Nadja Regin Margaret Nolan                                   |
| 1965 | Thunderball 007 contra a Chantagem Atômica (br) 007 - Operação Relâmpago (pt)                                      | Domino Derval Fiona Volpe Patricia Fearing Paula Caplan                                               | Claudine Auger Luciana Paluzzi Molly Peters Martine Beswick                                            |
| 1967 | You Only Live Twice Com 007 Só Se Vive Duas Vezes (br) 007 - Só Se Vive Duas Vezes (pt)                            | Kissy Suzuki Aki Helga Brandt Ling                                                                    | Mie Hama Akiko Wakabayashi Karin Dor Tsai Chin                                                         |
| 1969 | On Her Majesty's Secret Service 007 A Serviço Secreto de Sua Majestade (br) 007 - Ao Serviço de Sua Majestade (pt) | Teresa Di Vicenzo Nancy Ruby Bartlett                                                                 | Diana Rigg Catherine Schell Angela Scoular                                                             |
| 1971 | Diamonds Are Forever 007 Os Diamantes São Eternos (br/pt)                                                          | Tiffany Case Plenty O'Toole                                                                           | Jill St. John Lana Wood                                                                                |
| 1973 | Live and Let Die Com 007 Viva e Deixe Morrer (br) 007 - Vive e Deixa Morrer (pt)                                   | Solitaire Rosie Carver Miss Caruso                                                                    | Jane Seymour Gloria Hendry Madeline Smith                                                              |
| 1974 | The Man with the Golden Gun 007 contra o Homem da Pistola de Ouro (br) 007 - O Homem da Pistola Dourada (pt)       | Mary Goodnight Andrea Anders                                                                          | Britt Ekland Maud Adams                                                                                |
| 1977 | The Spy Who Loved Me 007 O Espião que me Amava (br) 007 - O Agente Irresistível (pt)                               | Anya Amasova Naomi Log Cabin Girl Felicca                                                             | Barbara Bach Caroline Munro Sue Vanner Olga Bisera                                                     |
| 1979 | Moonraker 007 contra o Foguete da Morte (br) 007 - Aventura no Espaço (pt)                                         | Holly Goodhead Corinne Dufour Manuela                                                                 | Lois Chiles Corinne Cléry Emily Bolton                                                                 |
| 1981 | For Your Eyes Only 007 Somente Para Seus Olhos (br) 007 - Missão Ultrassecreta (pt)                                | Melina Havelock Condessa Lisl von Schlaf                                                              | Carole Bouquet Cassandra Harris                                                                        |
| 1983 | Octopussy 007 contra Octopussy (br) 007 - Operação Tentáculo (pt)                                                  | Octopussy Magda                                                                                       | Maud Adams Kristina Wayborn                                                                            |
| 1985 | A View to a Kill 007 Na Mira dos Assassinos (br) 007 - Alvo em Movimento (pt)                                      | Stacey Sutton May Day Pola Ivanova Kimberley Jones                                                    | Tanya Roberts Grace Jones Fiona Fullerton Mary Stavin                                                  |
| 1987 | The Living Daylights 007 Marcado Para Morrer (br) 007 - Risco Imediato (pt)                                        | Kara Milovy                                                                                           | Maryam D'Abo                                                                                           |
| 1989 | Licence to Kill 007 Licença para Matar (br) 007 - Permissão para matar (pt)                                        | Pam Bouvier Lupe Lamora                                                                               | Carey Lowell Talisa Soto                                                                               |
| 1995 | Goldeneye 007 contra Goldeneye (br/pt)                                                                             | Natalya Simonova Xenia Onatopp Irina                                                                  | Izabella Scorupco Famke Janssen Minnie Driver                                                          |
| 1997 | Tomorrow Never Dies 007 - O Amanhã nunca Morre (br/pt)                                                             | Wai Lin Paris Carver Inga Bergstorm                                                                   | Michelle Yeoh Teri Hatcher Cecilie Thomsen                                                             |
| 1999 | The World Is Not Enough 007 - O Mundo não É o Bastante (br) 007 - O Mundo Não Chega (pt)                           | Dra. Christmas Jones Elektra King Cigar Girl Dra. Molly Warmflash                                     | Denise Richards Sophie Marceau Maria Grazia Cucinotta Serena Scott Thomas                              |
| 2002 | Die Another Day 007 Um Novo Dia Para Morrer (br) Morre Noutro Dia (pt)                                             | Giacinta 'Jinx' Johnson Miranda Frost "Peaceful Fountains of Desire"                                  | Halle Berry Rosamund Pike Rachel Grant                                                                 |
| 2006 | Casino Royale 007 - Cassino Royale (br/pt)                                                                         | Vesper Lynd Solange                                                                                   | Eva Green Caterina Murino                                                                              |
| 2008 | Quantum of Solace 007 - Quantum of Solace (br/pt)                                                                  | Camille Montes Agente Fields                                                                          | Olga Kurylenko Gemma Arterton                                                                          |
| 2012 | Skyfall 007 - Operação Skyfall (br) 007 - Skyfall (pt)                                                             | Eve Moneypenny Sévérine                                                                               | Naomie Harris Bérénice Marlohe                                                                         |
| 2015 | SPECTRE 007 contra Spectre (br) 007 - Spectre (pt)                                                                 | Lucia Sciarra Madeleine Swann                                                                         | Monica Bellucci Léa Seydoux                                                                            |
| 2020 | No Time to Die 007 - Sem Tempo Para Morrer (pt/br)                                                                 | Madeleine Swann Paloma Nomi                                                                           | Léa Seydoux Ana de Armas Lashana Lynch                                                                 |
| Filmes não oficiais Produzidos por Charles K. Feldman e Kevin McClory, à parte da produtora oficial, a EON Productions.                                  | | | |
| 1967 | Casino Royale 007 contra o Cassino Royale (br) 007 Casino Royale (pt)                                              | Vesper Lynd Miss Goodthighs Agente Mimi / Lady Fiona Miss Moneypenny The Detainer Mata Bond Buttercup | Ursula Andress Jacqueline Bisset Deborah Kerr Barbara Bouchet Daliah Lavi Joanna Pettet Angela Scoular |
| 1983 | Never Say Never Again 007 Nunca Mais Outra Vez (br) Nunca Mais Digas Nunca (pt)                                    | Domino Petachi Fatima Blush Patricia Fearing Lady in Bahamas                                          | Kim Basinger Barbara Carrera Prunella Gee Valerie Leon                                                 |
| Filme para televisão O primeiro filme com o personagem James Bond (chamado de Jimmy Bond), em 1954, para a tv norte-americana CBS.                       | | | |
| 1954 | Casino Royale | Valerie Mathis                                                                                        | Linda Christian                                                                                        |

### Literatura
| Ano  | Livro ou conto                                                           | Autor                             | Bond girl                                     |
| ---- | ------------------------------------------------------------------------ | --------------------------------- | --------------------------------------------- |
| 1953 | Casino Royale                                                            | Ian Fleming                       | Vesper Lynd                                   |
| 1954 | Live and Let Die                                                         | Ian Fleming                       | Solitaire                                     |
| 1955 | Moonraker                                                                | Ian Fleming                       | Gala Brand                                    |
| 1956 | Diamonds Are Forever                                                     | Ian Fleming                       | Tiffany Case                                  |
| 1957 | From Russia With Love                                                    | Ian Fleming                       | Tatiana Romanova                              |
| 1958 | Dr. No                                                                   | Ian Fleming                       | Honeychile Rider                              |
| 1959 | Goldfinger                                                               | Ian Fleming                       | Pussy Galore Jill Masterton Tilly Masterton   |
| 1960 | From a View to a Kill conto do livro For Your Eyes Only                  | Ian Fleming                       | Mary Ann Russell                              |
| 1960 | Quantum of Solace conto do livro For Your Eyes Only                      | Ian Fleming                       | –                                             |
| 1960 | Risico conto do livro For Your Eyes Only                                 | Ian Fleming                       | Lisl Baum                                     |
| 1960 | For Your Eyes Only conto do livro For Your Eyes Only                     | Ian Fleming                       | Judy Havelock                                 |
| 1960 | The Hildebrand Rarity conto do livro For Your Eyes Only                  | Ian Fleming                       | Liz Krest                                     |
| 1961 | Thunderball                                                              | Ian Fleming                       | Dominetta "Domino" Vitali                     |
| 1962 | The Spy Who Loved Me                                                     | Ian Fleming                       | Vivienne Michel                               |
| 1963 | On Her Majesty's Secret Service                                          | Ian Fleming                       | Teresa di Vicenzo Ruby Windsor                |
| 1964 | You Only Live Twice                                                      | Ian Fleming                       | Kissy Suzuki Mariko Ichiban Garota sem nome   |
| 1965 | The Man with the Golden Gun                                              | Ian Fleming                       | Mary Goodnight                                |
| 1966 | The Living Daylights conto do livro Octopussy and The Living Daylights   | Ian Fleming                       | Trigger                                       |
| 1966 | Octopussy conto do livro Octopussy and The Living Daylights              | Ian Fleming                       | Trudi Oberhauser                              |
| 1966 | The Property of a Lady conto do livro Octopussy and The Living Daylights | Ian Fleming                       | Maria Freudenstein                            |
| 1966 | 007 in New York conto do livro Octopussy and The Living Daylights        | Ian Fleming                       | Solange                                       |
| 1968 | Colonel Sun                                                              | Kingsley Amis como Robert Markham | Ariadne Alexandrou                            |
| 1981 | Licence Renewed                                                          | John Gardner                      | Lavender Peacock Ann Reilly                   |
| 1982 | For Special Services                                                     | John Gardner                      | Cedar Leiter Nena Bismaquer                   |
| 1983 | Icebreaker                                                               | John Gardner                      | Paula Vacker Rivke Ingber                     |
| 1984 | Role of Honour                                                           | John Gardner                      | Persephone "Percy" Proud                      |
| 1986 | Nobody Lives for Ever                                                    | John Gardner                      | Sukie Tempesta                                |
| 1987 | No Deals, Mr. Bond                                                       | John Gardner                      | Ebbie Heritage                                |
| 1988 | Scorpius                                                                 | John Gardner                      | Harriett Horner                               |
| 1989 | Win, Lose or Die                                                         | John Gardner                      | Beatrice Maria da Ricci Clover Pennington     |
| 1990 | Brokenclaw                                                               | John Gardner                      | Sue Chi-Ho                                    |
| 1991 | The Man from Barbarossa                                                  | John Gardner                      | Nina Bibikova Stephanie Adore                 |
| 1992 | Death is Forever                                                         | John Gardner                      | Elizabeth "Easy" St. John                     |
| 1993 | Never Send Flowers                                                       | John Gardner                      | Fredericka "Flicka" von Grüsse                |
| 1994 | SeaFire                                                                  | John Gardner                      | Fredericka "Flicka" von Grüsse                |
| 1996 | COLD                                                                     | John Gardner                      | Beatrice Maria da Ricci Sukie Tempesta        |
| 1997 | Blast From the Past conto publicado na revista Playboy                   | Raymond Benson                    | –                                             |
| 1997 | Zero Minus Ten                                                           | Raymond Benson                    | Sunni Pei                                     |
| 1998 | The Facts of Death                                                       | Raymond Benson                    | Niki Mirakos Hera Volopoulos                  |
| 1999 | Midsummer Night's Doom conto publicado na revista Playboy                | Raymond Benson                    | Lisa Dergan                                   |
| 1999 | High Time to Kill                                                        | Raymond Benson                    | Helena Marksbury Hope Kendall                 |
| 1999 | Live at Five conto publicado na revista TV Guide                         | Raymond Benson                    | Janet Davies                                  |
| 2000 | DoubleShot                                                               | Raymond Benson                    | Kimberly Feare Heidi Taunt Hedy Taunt         |
| 2001 | Never Dream of Dying                                                     | Raymond Benson                    | Tylyn Mignonne                                |
| 2002 | The Man with the Red Tattoo                                              | Raymond Benson                    | Reiko Tamura                                  |
| 2008 | Devil May Care                                                           | Sebastian Faulks                  | Scarlett Papava                               |
| 2011 | Carte Blanche                                                            | Jeffery Deaver                    | Felicity Willing Ophelia "Philly" Maidenstone |
| 2013 | Solo                                                                     | William Boyd                      | Efua Blessing Ogilvy-Grant Bryce Fitzjohn     |

### Videogames & videojogos
| Jogo                   | Bond girl                                                      | Atriz ou dubladora |
| ---------------------- | -------------------------------------------------------------- | --- |
| 007: Agent Under Fire  | Zoe Nightshade                                                 | Caron Pascoe (voz) |
| 007: Nightfire         | Dominique Paradis Zoe Nightshade Alura McCall Makiko Hayashi   | Lena Reno (voz) Jeanne Mori (voz) Kimberley Davies (voz) Tamlyn Tomita (voz)                                                                                   |
| Everything or Nothing  | Serena St. Germaine Dr. Katya Nadanova Mya Starling Miss Nagai | Shannon Elizabeth Heidi Klum Mya Misaki Ito |
| From Russia with Love  | Tatiana Romanova Eva Elizabeth Stark                           | Daniela Bianchi *, Kari Wahlgren (voz) Maria Menounos Natasha Bedingfield                                                                                      |
| GoldenEye: Rogue Agent | Pussy Galore Xenia Onatopp                                     | Jeannie Elias (voz) Jenya Lano (voz) |
| 007: Blood Stone       | Nicole Hunter                                                  | Joss Stone** |
| GoldenEye 007          | Xenia Onatopp Natalya Simonova                                 | Kate Magowan Kirsty Mitchell |
| 007 Legends            | Holly Goodhead Tracy Draco Pam Bouvier Jinx Pussy Galore       | Jane Perry Diana Rigg ***, Nicola Walker (voz) Carey Lowell **** Gabriela Montaraz (imagem), Madalena Alberto (voz) Honor Blackman *****, Natasha Little (voz) |

- (*) – Imagem computadorizada semelhante a da atriz, que fez o papel no filme de 1963.
- (**) – Imagem computadorizada semelhante a da cantora
- (****) – Imagem computadorizada semelhante a da atriz, que fez o papel no filme de 1969.
- (*****) – Imagem computadorizada semelhante a da atriz, que fez o papel no filme de 1989.
- (*******) – Imagem computadorizada semelhante a da atriz, que fez o papel no filme de 1964.